# Una volta al mese
Una volta al mese è stato un programma televisivo italiano andato in onda in prima serata su Canale 5 nell'inverno 1997 per tre puntate, con la conduzione di Pippo Baudo. Inizialmente erano previsti sei appuntamenti, ma furono dimezzati a causa dei bassi ascolti.
Il conduttore era affiancato da Corinne Bonuglia, mentre gli autori erano Paolo Taggi e Pietro Gorini. La regia era di Gino Landi.

## La trasmissione

### Contesto
La trasmissione ha segnato il ritorno di Pippo Baudo in Mediaset a distanza di quasi dieci anni dal primo sfortunato passaggio del conduttore alle reti private di Silvio Berlusconi, avvenuto nel 1987 con Festival. Durante il 1996, Baudo entrò infatti in polemica con i vertici della RAI, con la quale affrontò una causa giudiziaria per via di alcune telepromozioni e per l'inchiesta che fu aperta in merito al sospetto di avere favorito la vittoria di Ron e Tosca al Festival di Sanremo 1996 da lui condotto, accusa dalla quale fu subito scagionato.

### Format
La trasmissione aveva l'atipica caratteristica di andare in onda una volta al mese, come suggeriva il titolo, in prima serata. Ogni puntata era incentrata su un tema ben preciso.
Il primo appuntamento, trasmesso sabato 11 gennaio 1997, venne interamente dedicato all'anno appena concluso, commentato durante la serata insieme a numerosi ospiti, come i vincitori della più recente edizione del Festival di Sanremo e la valletta Valeria Mazza, oltre a Mike Bongiorno, Lorella Cuccarini, Natalia Estrada (per la parte della serata dedicata alla musica latino-americana che trovò un notevole successo nel 1996 con la Macarena) e Giorgio Forattini, con il quale vennero analizzati i principali fatti politici.
La seconda puntata fu trasmessa giovedì 6 febbraio 1997 ed era dedicata al Carnevale: durante questo appuntamento, il conduttore si presentò travestito da capo clown, da Mago Merlino, da Jafar e da Capitan Uncino, presentando un gioco che coinvolgeva il pubblico in studio il quale, ponendo domande a cento maschere presenti in sala, doveva individuare dietro quali si celassero i personaggi famosi ospiti, Simona Ventura, Alberto Castagna, Oriella Dorella e Pamela Prati. Ospite chiave della serata fu Massimo Boldi.
Nel terzo appuntamento, andato in onda martedì 11 marzo, lo show fu sottotitolato "Vincerò" e ottenne la diretta, diventando una gara tra cinque aspiranti cantanti lirici votati dai telespettatori e da una giuria in sala; premio in palio, 50 milioni di lire. I giovani artisti in gara erano Nicola Alaimo, Marcello Bedoni, Nicola Ulivieri (vincitore), Carla Maria Izzo e Sarah M'Punga, mentre gli ospiti della serata furono Katia Ricciarelli, Vincenzo La Scola, Renato Bruson e Gail Varina Gilmore.

### Accoglienza e critica
Particolarmente osservato dalla critica poiché segnava il ritorno di Baudo sulle televisioni commerciali, il programma fece subito discutere a causa di una gaffe del conduttore che, durante la prima serata, affermò che il presentatore Nunzio Filogamo fosse morto, ribadendo ciò con convinzione nonostante Mike Bongiorno, suo ospite e sul palco con lui, lo smentisse. Dichiarò in seguito di aver commesso una "deprecabile leggerezza", affermando di aver letto su un quotidiano poco tempo prima che l'anziano conduttore stesse molto male e avendo così dato per scontato il suo decesso.
Molto discussa fu anche la chiusura della terza puntata: a causa di alcuni problemi al computer, Baudo non riuscì a decifrare i voti della gara tra i cantanti lirici, e i risultati vennero così annunciati da una voce fuori campo della regia. Proclamato il vincitore, il conduttore uscì dallo studio visibilmente irritato e prima del termine della sigla di coda, scena riproposta in seguito diverse volte da Striscia la notizia, che indagò anche su un ipotetico sputo che il presentatore avrebbe rivolto all'autore del programma Paolo Taggi.
Sul piano degli ascolti, la puntata d'esordio perse lo scontro diretto con il varietà del sabato sera in onda su Rai 1 e condotto da Giancarlo Magalli, I cervelloni, totalizzando quasi il 26% di share e 6 milioni di telespettatori, 1 e mezzo in meno rispetto al diretto competitor. Nonostante ciò, il direttore di Canale 5 si disse soddisfatto dei risultati, ma la critica televisiva affermò che il varietà di Baudo era estremamente simile a quelli da lui condotti in RAI. Il secondo appuntamento, in onda nella serata del giovedì, registrò 4 milioni di telespettatori (due in meno rispetto alla puntata d'esordio) e il 16% di share, subendo una dura sconfitta dal varietà di Rai 1 Per tutta la vita condotto da Fabrizio Frizzi. In seguito a questo insuccesso, il direttore di rete Gori decise di concedere la diretta per il terzo appuntamento, ritenendo il programma troppo "freddo" a causa del montaggio delle prime due puntate, la cui registrazione era avvenuta tra Natale e l'Epifania.
Nonostante le modifiche, il terzo appuntamento ottenne un risultato similare a quello della serata precedente e, pur essendo stato inizialmente confermato per una nuova puntata in onda nel mese di aprile, lo show non ebbe ulteriori serate. Baudo tornò in onda su Canale 5 con un varietà più classico, a cadenza settimanale, nell'autunno successivo, dal titolo Tiramisù.

## Ascolti TV
| Puntata         | Telespettatori | Share  |
| --------------- | -------------- | ------ |
| 11 gennaio 1997 | 6.014.000      | 25,85% |
| 6 febbraio 1997 | 4.068.000      | 16,39% |
| 11 marzo 1997   | 4.113.000      |        |